# Constante (1731)
El Constante fue un navío de línea de dos cubiertas y 60 cañones nominales, líder de su clase homónima y botado para la Armada española en 1731. Como todos los navíos de nombre no religioso, se puso bajo la advocación de un santo, en este caso San Cristóbal. De acuerdo con los estándares británicos el buque quedaba categorizado como navío de cuarta clase. También se le conoción con el sobrenombre de Segundo Constante, por haber recibido su nombre tras la pérdida del anterior Constante, botado en 1728.

## Construcción
El barco fue encargado desde La Habana, donde se colocó la quilla el 14 de enero de 1746, encontrándose aún en astillero el 9 de julio de 1746, primer día de reinado de Fernando VI. Armado inicialmente con 60 cañones, el sistema de construcción seguido fue el de Antonio de Gaztañeta e Iturribalzaga, con las mejoras introducidas por Cipriano Autrán. Dirigió las obras el asentista Juan de Acosta. El Constante fue el primer navío producto del asiento de Juan de Acosta, ya que estaba proyectado antes de aceptar las cláusulas del mismo.
El barco fue ordenado desde La Habana, Cuba. Fue botado el 22 de diciembre de 1730. Fue entregado a la Armada Española el 10 de junio de 1732, que lo puso en servicio el 17 de junio de 1732. Su coste de producción ascendió a 1 136 412 reales y 31 maravedís.

## Historial
El barco partió de La Habana el 10 de julio de 1732 en la escuadra de Alderete, que incluía al Fuerte, al San Antonio, la fragata Santa Rosa y algunos buques corsarios. La escuadra llegó a Cádiz el 16 de septiembre con 3,5 millones de pesos. El 26 de octubre, el barco, junto con el Fuerte, cubrió los movimientos de tropas de Cádiz a Ceuta y Orán. En enero de 1733, el barco partió de Alicante en una patrulla por el Mediterráneo con el Conquistador y el León, regresando a Alicante a finales de enero. El barco partió de Alicante en julio en una patrulla con el Conquistador. El 29 de noviembre, zarpó de Barcelona para las expediciones a Sicilia y Nápoles en la flota de Clavijo, que incluía 16 navíos de línea. El barco llegó a Cádiz dañado tras ser sorprendido por una tormenta el 2 de febrero de 1734. En mayo, el barco estaba en La Carraca en reparaciones.
El barco regresó al servicio en agosto de 1734 en Cádiz, desde donde transportó un millón de pesos a Nápoles el 1 de septiembre con el Europa y el África. Tras ser relevado del servicio, la escuadra patrulló las costas de Italia y Francia. El 8 de julio de 1735, el barco transportó al rey Carlos de Palermo a Nápoles. Fue escoltado por buques de la Armada Española, compuesta por diez bajeles. En 1735, el barco, junto con el Europa, protegió un convoy de 50 cargueros desde Livorno, que transportaban tropas y suministros desde Palermo y otros puertos italianos. Llegó a Cádiz el 16 de octubre de 1735 con el Europa y el África. En 1736, el barco estuvo en reparación en el Arsenal de la Carraca, quedando en reserva en Cádiz entre 1736 y 1739. Durante este periodo figuraba en la lista de bajeles de los que constaba la Armada el 22 de abril de 1737, adscrito al departamento de Cádiz y con la artillería elevada a 64 cañones.
El barco partió de Cádiz con el Hércules y el América, al mando de Francisco Oquendo, y llegó a Cartagena el 24 de junio de 1739, desde donde partió el 22 de septiembre al mando del conde de Bena-Masserano para perseguir a los buques de la Marina Real británica. La flota regresó a Cartagena el 24 de septiembre, desde donde partió el 21 de abril de 1740 con el América, al mando del conde de Clavijo. En 1742, el barco, junto con seis galeones, protegió un convoy a Orbitelo.
Participó en la batalla de Cabo Sicié el 22 de febrero de 1744, al mando de Agustín de Iturriaga y Aguirre, resultando muerto en combate. Para esta batalla, ya había elevado su artillería hasta los 70 cañones, con una tripulación de 750 hombres y batiéndose contra el veterano HMS Norfolk. El barco regresó a Cartagena el 27 de febrero. El 2 de junio de 1750 arribó a Cádiz junto con el América con un cargamento de 1 339 430 pesos fuertes procentes de ultramar.
Fue vendido después de 1752, año en que todavía figuraba en los registros de la Armada, no figurando ya en los mismos en 1755. Otras fuentes, sin embargo, apuntan a que fue vendido para servicio comercial en 1746. En cualquier caso, figuraba en el estado de la Armada de 1746, al empezar el reinado de Fernando VI, aunque rebajado de nuevo a 60 cañones.